# 페이스북 워치

페이스북 워치(Facebook Watch)는 페이스북이 개발·운영하는 주문형 비디오(VOD) 서비스이다.
2017년 8월 9일 공개 발표되었으며, 다음날 제한적으로 선발된 미국 이용자들에게 서비스 이용 권한이 주어졌다. 그리고 같은 해 8월 말 미국 전 지역에서 서비스가 개시되었으며, 이듬 해인 2018년 8월 30일 미국을 넘어 전 세계 페이스북 이용자들을 대상으로 서비스가 개시되었다.
넷플릭스와 마찬가지로, 페이스북 워치 역시 오리지널 프로그램을 제작해 제공하고 있다.